# Campagne de Birmanie
Théâtre d'Asie du Sud-Est de la Seconde Guerre mondiale
Batailles
Invasion japonaise de la Birmanie :
- Rivière Bilin
- Pont de la Sittang
- Pégou
- Barrage routier de Taukkyan
- Route Yunnan-Birmanie (Tachiao
- Oktwin
- Taungû)
- Shwedaung
- Prome
- Yenangyaung

Opérations en Birmanie (1942-1943) :
- Arakan
- The Hump
- Chindits
- Nord de la Birmanie et ouest du Yunnan

Opérations en Birmanie en 1944 :
- Chindits (2)
- Admin Box
- U-Go (Imphal
- Sangshak
- Court de tennis
- Kohima)
- Myitkyina
- Mogaung
- Mont Song

Opérations en Birmanie (1944-1945) :
- Meiktila et Mandalay
- Pakokku et Irrawaddy
- Colline 170
- Île de Ramree
- Tanlwe Chaung
- Dracula
- Elephant Point
- Coude de la Sittang

La campagne de Birmanie est une phase du théâtre extrême-oriental de la Seconde Guerre mondiale, qui s'est déroulée de janvier 1942 à juillet 1945 sur le territoire de la Birmanie, alors colonie de l'Empire britannique. Elle a opposé les forces Alliées (Royaume-Uni et troupes des Indes britanniques et du Canada, république de Chine, États-Unis) à celle de l'Axe, représentées par l'empire du Japon et le royaume de Thaïlande.
Cette campagne présente certaines caractéristiques particulières. Du fait de la situation géographique de la région, des facteurs tels que la météo, les maladies et le terrain ont eu des effets majeurs sur les opérations. Le manque d'infrastructures de transport a donné un rôle majeur à l'ingénierie militaire et au transport aérien dans le mouvement des troupes et des approvisionnements ainsi que l'évacuation des blessés. En outre, les différentes priorités et stratégies des Américains, des Britanniques et des Chinois ont ajouté à la complexité de la campagne.
Le climat de la région, dominé par des pluies de mousson saisonnières, réduit les périodes d'activités militaires à un peu plus de six mois par an. D'autres facteurs tels que la famine, les désordres aux Indes britanniques ainsi que la priorité donnée par les Alliés à la défaite de l'Allemagne nazie, ont fait de cette campagne l'une des plus longues du théâtre asiatique du conflit.
Elle peut être divisée en quatre phases :
- de janvier à mai 1942, avant la mousson, les Japonais expulsent les Alliés de toute la Birmanie et atteignent les monts d'Arakan, dans l'Ouest ;
- en 1942-1943, durant la saison sèche, les Alliés montent plusieurs offensives, sans véritable succès ;
- de janvier à décembre 1944, les Alliés reprennent l'avantage au prix de très durs combats, y compris en repoussant l'offensive des Japonais en Inde (opération U-Go, menée à partir du Nord de la Birmanie) ;
- de décembre 1944 à juillet 1945, ils expulsent les Japonais de toute la Birmanie.

## Le contexte
Le 7 décembre 1941, l'Empire japonais attaque Pearl Harbor et déclenche la guerre. Peu après, il s'empare de Hong Kong, de la Malaisie et de Singapour, possessions asiatiques de l'Empire britannique. Il déclenche alors une offensive sur la Birmanie britannique, où se situe la principale voie de ravitaillement de l'armée nationaliste chinoise de Tchang Kaï-Chek, en guerre avec les Japonais depuis 1937.

## L'offensive japonaise

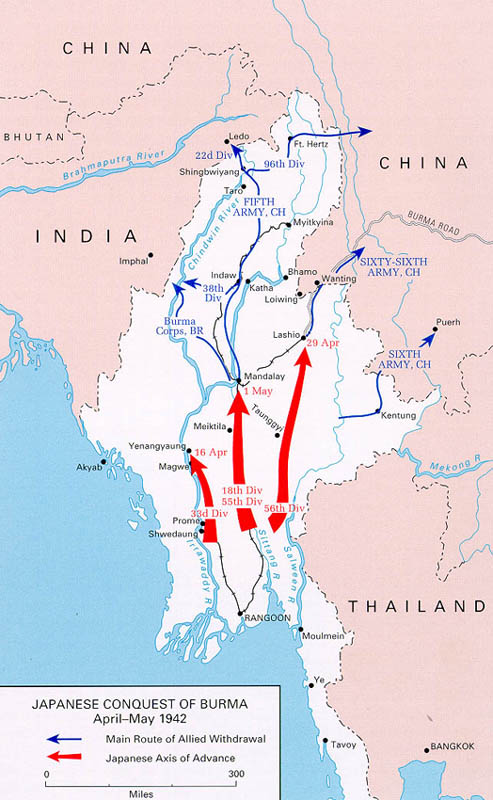
L'offensive japonaise en avril 1942 : Les 4 divisions japonaises attaquent selon trois axes (en rouge). Les Britanniques se replient vers le nord-ouest, et la e armée chinoise vers l'est (en bleu).

L'objectif japonais est, au départ, la prise de la capitale et de son port maritime Rangoon, afin de bloquer la voie de ravitaillement de la Chine et de créer un rempart pour la défense des gains japonais en Malaisie britannique et aux Indes orientales néerlandaises. L'invasion initiale débute en janvier 1942 et la prise de Rangoon est effective le 7 mars 1942. La XVe armée japonaise, sous le commandement de Shojiro Iida et qui est initialement composée de deux divisions d'infanterie, traverse le nord de la Thaïlande, qui a conclu un traité avec le Japon fin 1941, et lance une attaque (janvier 1942) dans une région montagneuse de la jungle de la province birmane de Tenasserim, au Sud du pays.
Les Japonais utilisent la passe de Kakareik afin de capturer le port de Moulmein à l'embouchure de la Salouen où ils rencontrent une forte résistance. Ils avancent ensuite vers le nord, débordant quelques positions de défense britannique. Les troupes de la XVIIe division d'infanterie indienne tentent une retraite le long de la Sittang mais les troupes japonaises arrivent au pont de la rivière avant eux. Le 22 février, le pont est détruit afin qu'il ne puisse être capturé, une décision qui a été depuis très controversée.
La perte de deux brigades de la XVIIe division indienne signifie que Rangoun ne peut plus être défendue. Le général Archibald Wavell, commandant en chef du commandement ABDA, donne quand même l'ordre de résister, espérant des renforts du Moyen-Orient. Bien que des renforts parviennent à Rangoon, les contre-attaques échouent et le nouveau chef de l'armée birmane, le général Harold Alexander, donne l'ordre d'évacuer la ville le 7 mars, après que son port et sa raffinerie furent détruits. Le reste de l'armée birmane bat en retraite vers le nord, échappant de peu à l'encerclement.

### L'avance japonaise jusqu'à la frontière indienne

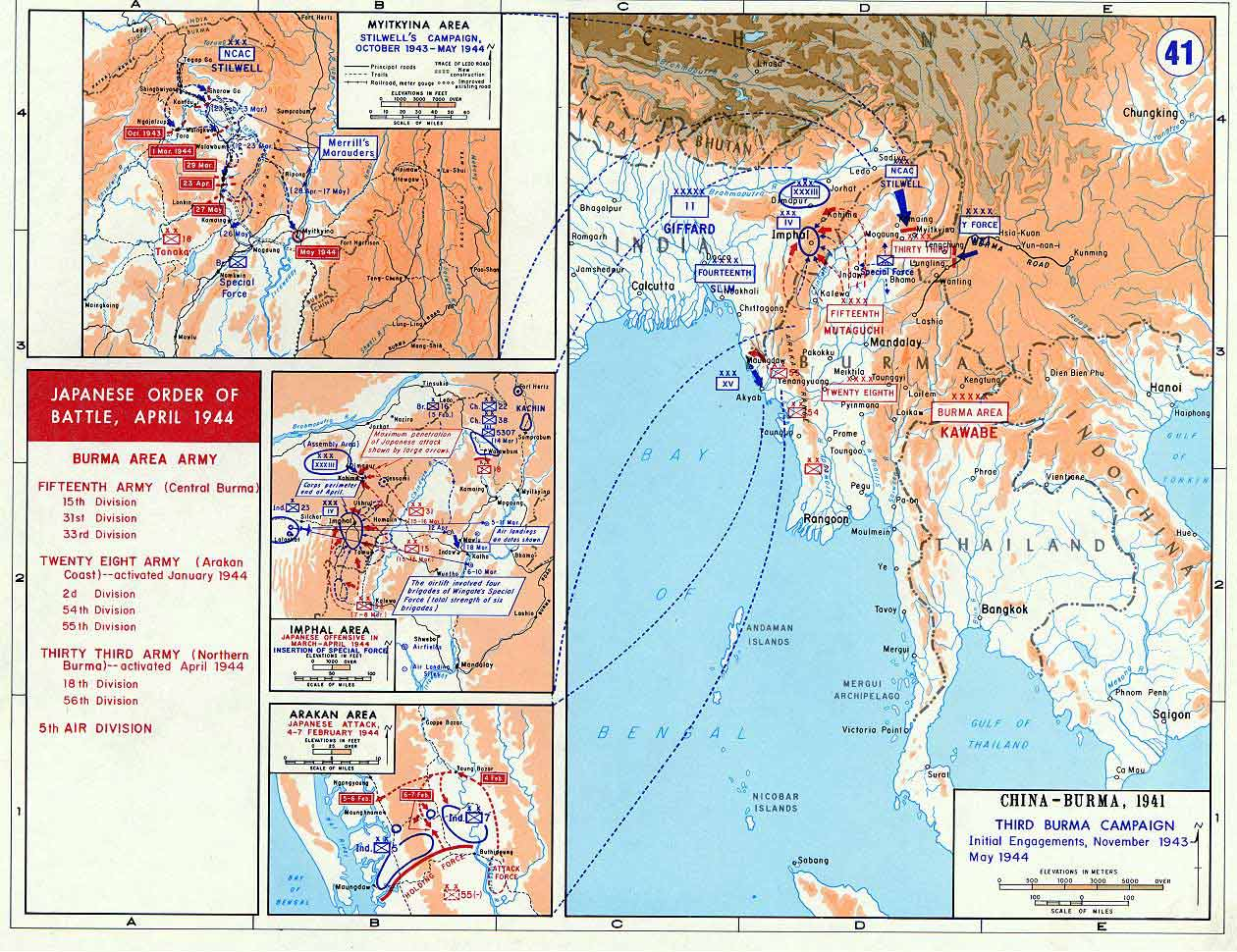
Troisième campagne alliée en Birmanie, octobre 1943 - mai 1944.

Après la perte de Rangoun, les Alliés établissent une certaine résistance dans le nord du pays avec l'aide des forces expéditionnaires chinoises en Birmanie. Les Japonais ont également reçu le renfort de deux divisions rendues disponibles à la suite de la capture de Singapour, ce qui leur permet de vaincre le nouveau corps d'armée birman ainsi qu'une force chinoise forte de 42 000 soldats. En dépit d'affrontements parfois sévères (bataille de Taungû, bataille de Yenangyaung), les Alliés ne peuvent empêcher les Japonais de conquérir l'ensemble du pays et d'atteindre leur principal objectif stratégique : couper la route de Birmanie Lashio-Kunming. Celle-ci est coupée le 15 mai 1942, privant Tchang Kaï-Chek de tout approvisionnement. Les Alliés ont également dû faire face à un nombre grandissant d'insurgés birmans, combattant au sein de l'Armée pour l'indépendance birmane dirigée par Aung San. Plusieurs administrations civiles britanniques se sont effondrées à la venue de ceux-ci. La plupart de leurs routes de ravitaillement étant coupées, les commandants Alliés prennent finalement la décision d'évacuer leurs forces de Birmanie.
La retraite s'effectue dans des circonstances très difficiles. Des réfugiés affamés, des évacués désorganisés, les malades et les blessés congestionnent les routes primitives mal entretenues menant au territoire indien. Le corps birman réussit à rejoindre Imphal, au Manipur en Inde, juste avant la mousson de mai 1942 mais il perd la majeure partie de son équipement dans le déplacement. Là, les soldats se retrouvent sans abris, sous une pluie torrentielle, dans une situation sanitaire extrêmement précaire. L'armée et les autorités de l'Inde britannique furent très lentes à répondre aux besoins des troupes et des réfugiés civils.
Du fait du manque de communication, les Chinois ne sont initialement pas informées du retrait britannique. Réalisant qu'elles ne peuvent vaincre sans l'aide britannique, certaines troupes chinoises exécutent une retraite désorganisée vers l'Inde où elles seront dès lors sous les ordres du général américain Joseph Stilwell. Après une période de repos, elles sont rééquipées et entraînées par des instructeurs américains. Le reste des troupes chinoises essaie de rejoindre le Yunnan au travers des forêts montagneuses et isolées, perdant la moitié de leurs combattants en route.

### Les Thaïlandais pénètrent en Birmanie
Un traité avait été signé entre le Japon et la Thaïlande le 21 décembre 1941. Trois divisions d'infanterie et une de cavalerie, soutenues par des groupes de reconnaissance armés, fer de lance des Forces royale de l'air thaïlandaise, débutent le 10 mai une percée vers la Birmanie. Elles affrontent la XCIIIe division chinoise qui battait en retraite. Leur principal objectif, la ville de Kengtung, est prise le 27 mai. D'autres affrontements, en juin et en novembre, achèvent de repousser les Chinois dans le Yunnan.
Les zones d'opérations thaïlandaises et japonaises se situent généralement aux environs de la Salouen. Toutefois, la région au sud de l'État Shan, connue sous le nom de Karenni – patrie de Karens – demeure sous contrôle japonais.

## Les revers des Alliés (1942-1943)
Les Japonais ne renouvellent pas leur offensive après la mousson. Ils installent une administration provisoire civile, dirigée par Ba Maw, et transforment l'armée d'indépendance birmane en une forme plus régulière et la renomment Armée nationale birmane, Aung San en demeurant le commandant. En réalité, cette administration ainsi que l'armée sont contrôlées par les autorités japonaises.
En 1942-1943, les opérations en Birmanie sont particulièrement frustrantes pour les Alliés. Le Royaume-Uni ne peut soutenir plus de trois campagnes militaires simultanées. La priorité est donc accordée aux opérations au Moyen-Orient, en raison de la plus grande proximité de la région avec l'Europe, et du fait de la priorité donnée par les gouvernements britannique et américain aux opérations contre l'Allemagne nazie.
Les effectifs alliés sont également occupés par la situation de désordre de l'Inde orientale à cette époque. Il y avait de violentes manifestations Quit India au Bengale et dans le Bihar, qui nécessitent, pour les mater, une forte présence britannique.
Une importante famine sévit également au Bengale, où plus de 3 millions de personnes périssent. Ces conditions chaotiques rendent très difficile l'amélioration des lignes de communication vers le front d'Assam, ou encore l'utilisation des industries locales pour l'effort de guerre.
La formation des troupes alliées prend du temps pour devenir efficace; le moral britannique est bas sur le front avancé, des maladies endémiques diminuant également les capacités des unités de combats.
Néanmoins, les Alliés montent deux opérations durant la saison sèche de 1942-1943. La première est une offensive à petite échelle, sur l'État d'Arakan, une région côtière de Birmanie. L'armée de l'est indienne vise à réoccuper la péninsule de Mayu et l'île d'Akyab, où se trouve un terrain d'aviation important. Une division est envoyée jusqu'à Donbaik, à quelques kilomètres du bout de la péninsule, mais est stoppée par les forces japonaises, qui s'y étaient déjà retranchées. À cette époque de la guerre, les Alliés ne possèdent pas encore les moyens tactiques et techniques pour affronter les bunkers japonais, qui étaient très fortement blindés. Les attaques répétées des Indiens et des Britanniques sont sans résultat et coûteuses en vies humaines. Des renforts japonais arrivent du centre de la Birmanie - traversant les rivières et chaînes de montagnes que les Britanniques croyaient impraticables – pour attaquer le flanc gauche des Alliés. Les Britanniques, épuisés, ne peuvent soutenir leur ligne de défense et sont contraints d'abandonner beaucoup d'équipements et de se retirer vers la frontière indienne. L'exemple de la 14e division indienne considérée comme entièrement neutralisée psychologiquement au bout de 200 à 240 jours de combat agrégé est représentatif du stress que subissent les soldats au feu.

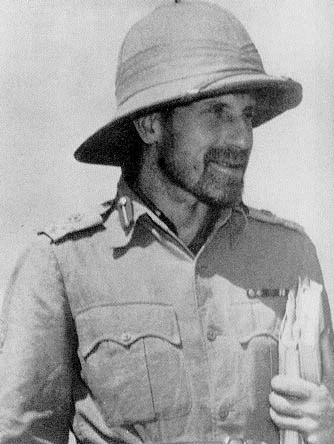
Le brigadier Orde Charles Wingate.

La deuxième opération est plus controversée : une unité de commandos, chargée de pénétrer au plus profond des lignes ennemies, dirigée par le brigadier Orde Wingate et connue sous le nom de Chindits, s'infiltre au travers des lignes de fronts japonaises pour atteindre le centre du pays et y couper la ligne ferroviaire nord-sud. Le nom de code de l'opération est Longcloth. 3 000 hommes pénètrent en Birmanie sur plusieurs colonnes. Ils occasionnent certains dommages aux lignes de communications japonaises dans le Nord du pays, réussissant à rompre le lien ferroviaire pour deux semaines. En revanche, ils subissent de lourdes pertes. Bien que les résultats de l'opération soient discutables, celle-ci est utilisée par la propagande, particulièrement pour démontrer que les soldats britanniques et indiens pouvaient vivre, se déplacer et combattre aussi bien que les Japonais dans la jungle ; le moral des troupes alliées en est grandement amélioré.

## L'occupation japonaise
Lorsque les Japonais prennent le pays, ils sont accueillis comme des libérateurs par les Birmans mais s'avèrent incapables de tirer parti de cet avantage. Comme dans les autres territoires occupés, ils maltraitent la population, n'hésitant pas à exécuter ceux qui leur désobéissent. Le traitement est pire pour les prisonniers Alliés, les Japonais employant ces derniers dans la construction de ponts sur les fleuves. Les conditions de travail sont terribles : les prisonniers sont mal nourris, battus voire exécutés. Plus de 50 000 d'entre eux trouvent la mort dans ces chantiers, ainsi que 250 000 civils venant des populations locales (Birmans, Malais, Indiens…). Le 1er août 1943, afin de conserver l'appui des nationalistes birmans, les Japonais accordent l'indépendance du pays qui devient l'État de Birmanie avec à sa tête Ba Maw. Le leader indépendantiste Aung San prend la tête du ministère de la guerre et des forces armées, reconstituées sous le nom d'Armée nationale birmane.

## Retournement de tendance (1943-1944)
De décembre 1943 à novembre 1944 la situation stratégique de la campagne de Birmanie est altérée de manière décisive. Des améliorations au niveau des dirigeants Alliés, de l'entraînement, de la logistique ainsi qu'une plus grande force de feu et une supériorité aérienne apportent aux forces Alliés la confiance qui leur manquait jusqu'alors. Dans la région de l'Arakan, le XVe Corps résiste, puis, parvient à briser une contre-offensive japonaise. L'offensive japonaise en Inde s'avère un désastre et influe de manière notable sur la campagne birmane, l'armée nippone étant repoussée jusque dans le Chindwin.

### Les plans alliés

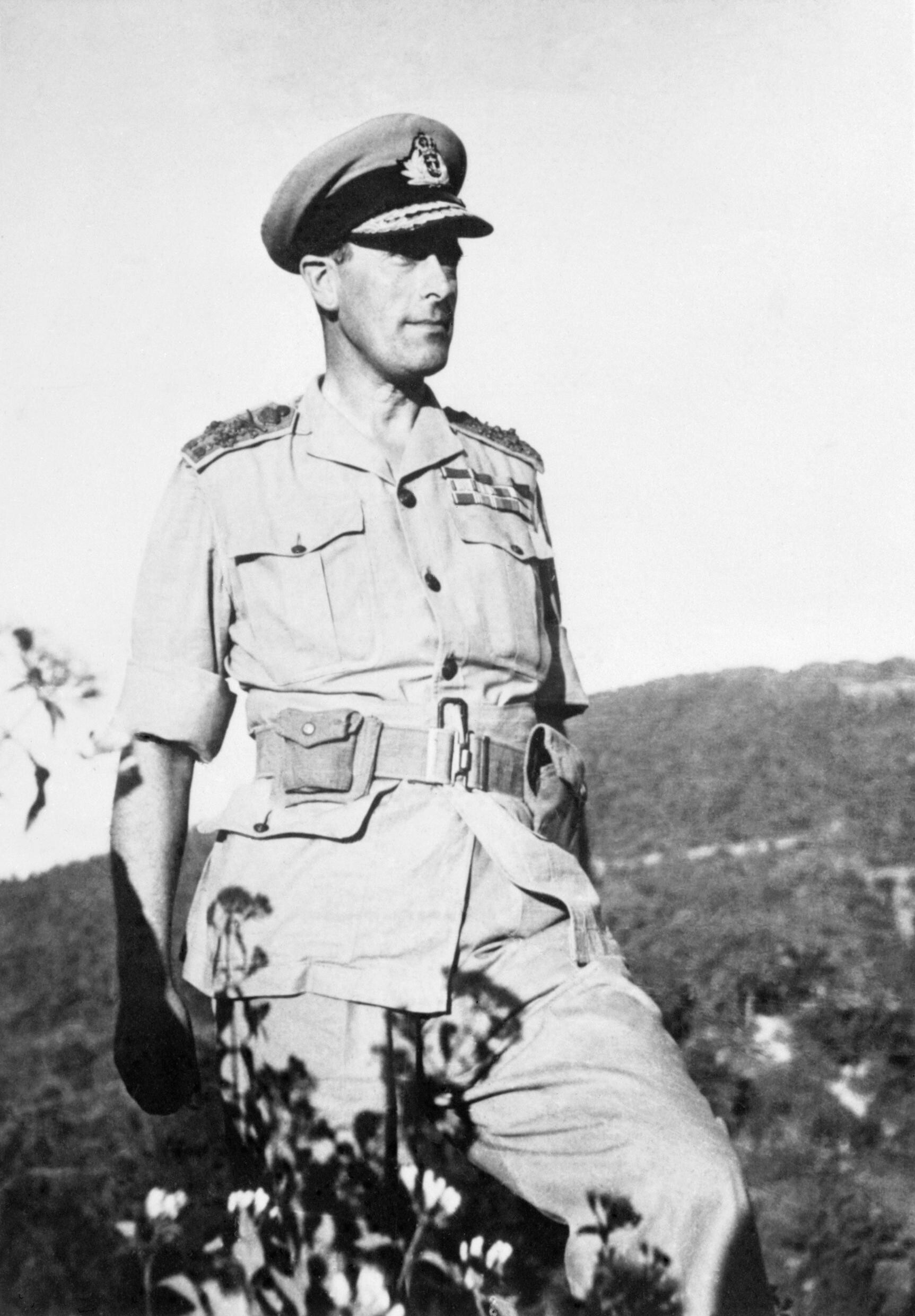
Lord Louis Mountbatten, Commandant en chef des forces alliées en Asie du Sud-Est, durant sa visite en Arakan en février 1944.

En août 1943, les Alliés créent le Commandement de l'Asie du Sud-Est (South East Asia Command ou SEAC), un commandement consolidé responsable du théâtre des opérations du Sud-Est asiatique, sous le commandement de Lord Louis Mountbatten. La formation, l'équipement, la santé et le moral des troupes Alliés sous le commandement la XIVe armée britannique, placée sous les ordres du lieutenant général William Slim, s'améliore grandement de même que le fonctionnement des lignes de communications au nord-est de l'Inde. L'utilisation massive de l'aviation pour les transports de troupes et leurs ravitaillements constitue une innovation décisive.
Le SEAC doit compenser avec certains autres plans des Alliés, plusieurs opérations devant être abandonnées à cause du manque de ressources. Des débarquements amphibies aux îles Andaman (l'opération « Pigstick ») ainsi que dans la région de Arakan doivent également être abandonnés lorsque les navires de débarquement sont rappelés vers l'Europe, en préparation du débarquement de Normandie.
Les efforts principaux sont portés sur des troupes chinoises entraînées par les Américains ; le Commandement de Combat de la Région Nord, (Northern Combat Area Command) sous les ordres du général Joseph Stilwell, a pour mission la construction d'une nouvelle route de Birmanie. Orde Wingate est chargé de renforcer Chindit, destinée à assister Stilwell, en perturbant le plus possible les lignes de ravitaillement japonaises, sur le front Nord du pays. Tchang Kaï-chek, initialement réticent, est convaincu de monter une offensive depuis le Yunnan.
Sous la XIVe armée britannique, le XVe corps indien se prépare à reprendre son avancée vers la province de Arakan pendant que IVe corps indien effectue une avance vers Imphal dans le but de créer une diversion et de détourner l'attention des Japonais des autres offensives britanniques.

### Les plans japonais

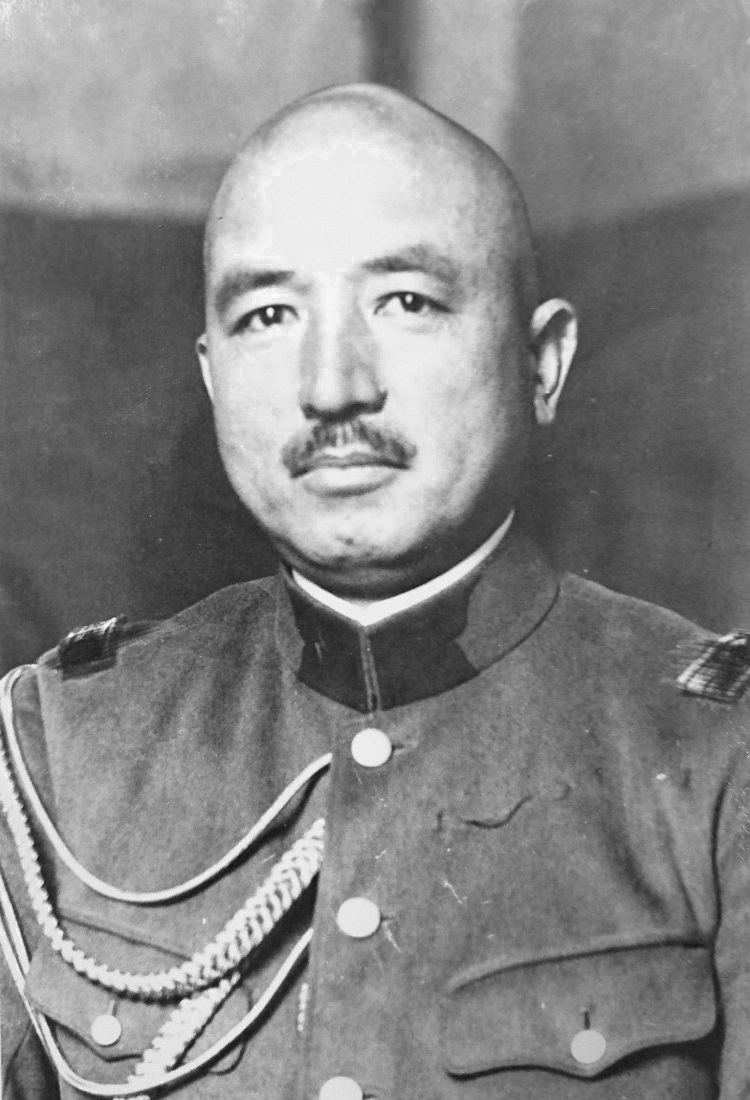
Renya Mutaguchi.

À peu près au moment où le SEAC est mis en place, le général Hisaichi Terauchi, commandant du Groupe d'Armées méridional, autorise la formation, sous les ordres du lieutenant général Masakazu Kawabe, de l'Armée régionale birmane. Celle-ci chapeaute dès lors la 15e armée ainsi que les nouvelles 28e et 33e armées.
Le nouveau commandant de la XVe armée, le lieutenant-général Renya Mutaguchi, prépare une offensive contre l'Inde. Malgré les réserves de l'état-major de l'Armée Régionale Birmane à l'égard de cette opération, celle-ci reçoit l'aval de Terauchi et du Quartier-général impérial. Ces derniers comptent notamment utiliser les troupes de Subhas Chandra Bose, le commandant de l'Armée nationale indienne (ANI). Celle-ci est principalement composée de soldats indiens capturés en Malaisie ou à Singapour et d'Indiens tamouls vivant en Malaisie. Les troupes indépendantistes indiennes interviennent à partir du début 1944 sur le front birman, pour épauler les Japonais. À l'instigation de Bose, un contingent substantiel de soldats de l'ANI se joint à Chalo Delhi et à la « Marche du Delhi ». Bose et Mutaguchi soulignent les avantages pouvant être retirés d'une offensive contre l'Inde. Malgré les doutes des supérieurs et des subordonnés de Mutaguchi, l'opération U-Go est lancée.

### Les fronts du nord et du Yunnan (1943-1944)
Les troupes sous les ordres de Stilwell en Birmanie septentrionale sont composées d'unités multinationales. L'unité principale se compose d'un regroupement de divisions de l'Armée nationale révolutionnaire chinoise, surnommé Force X, et composé au départ de deux divisions chinoises équipées d'armes américaines et d'un bataillon chinois de blindés légers M3. La Force X est appuyée par un commando spécial de pénétration de longue portée de 3 000 hommes, l'unité Galahad, surnommée les Merrill's Marauders. Commandée par Frank Merrill, le rôle des Marauders est d'évoluer sur les flancs de la Force X et de lancer des raids à l'arrière des lignes ennemies pour couper leurs voies de ravitaillement.
En octobre 1943, la XXXVIIIe Division chinoise, dirigée par Sun Li-jen, progresse de Ledo vers Myitkyina et Mogaung, pendant que les ingénieurs américains et indiens, qui les suivent, prolongent la route de Ledo. La 18e division de l'Armée impériale japonaise est à plusieurs reprises débordée par les « Marauders » qui la menacent d'encerclement.
Fin 1943, les Alliés contre-attaquent et lancent deux offensives dans les monts d'Arakan, mais toutes deux échouent. Les Japonais en profitent pour lancer en mars 1944 l'opération U-Go, une offensive sur le territoire de l'Inde mais celle-ci est repoussée lors de la bataille d'Imphal.

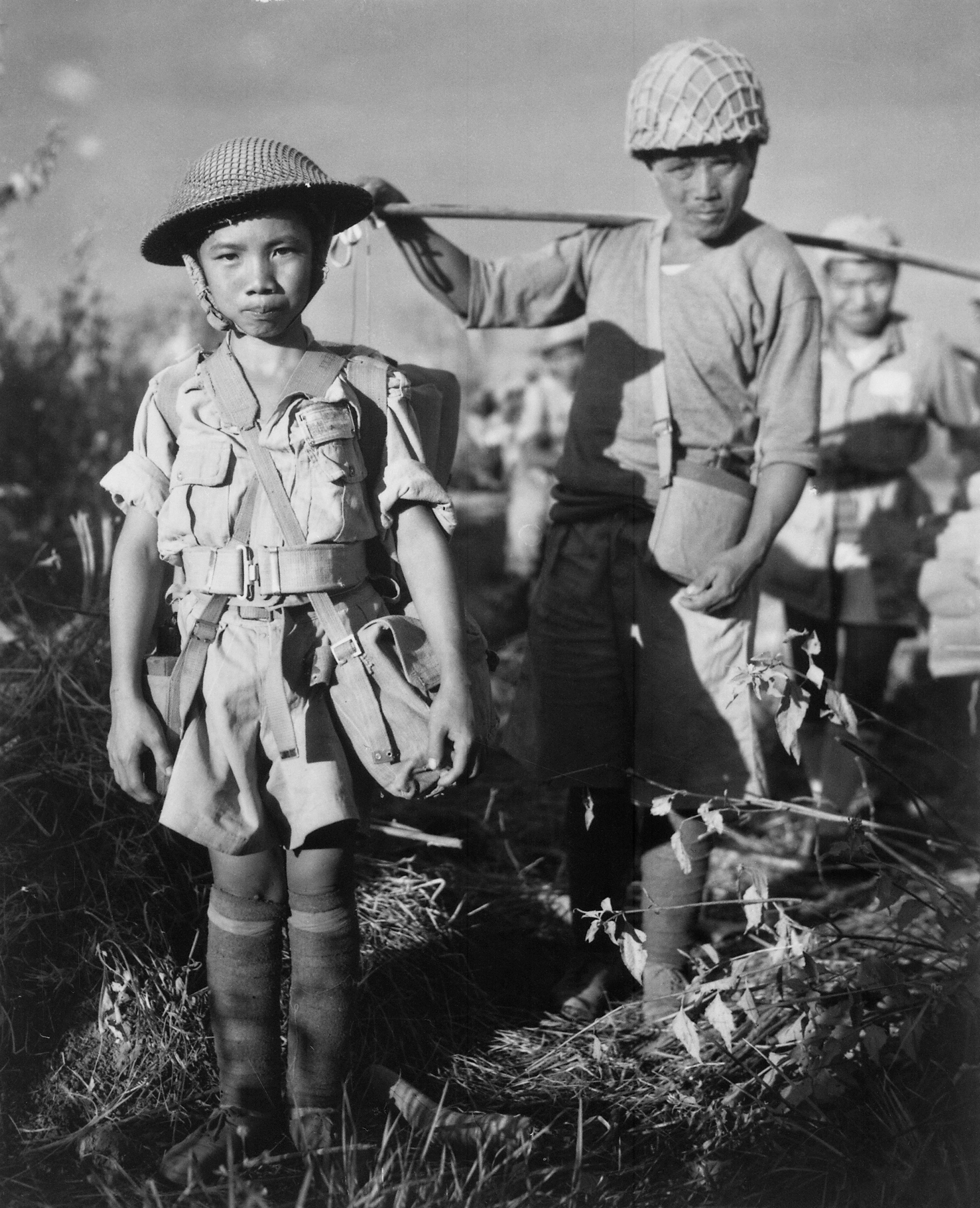
Des soldats de la Force X posent pour un photographe de l'armée américaine après la capture de l'aérodrome de Myitkyina, en mai 1944. Le garçon est âgé de 10 ans.

Les Chindits de Wingate se voient confier l'opération « Thursday », qui a comme objectif d'intercepter les communications japonaises dans la région d'Indaw. Cette opération débute par la marche d'une brigade au travers des montagnes Patkai, le 5 février 1944. Au début de mars, trois autres brigades ont été parachutées derrière les lignes japonaises, par les forces aériennes américaines (USAAF), le premier groupe aéroporté, et les forces aériennes britanniques (RAF). Ils y ont établi des bastions défensifs autour de Indaw.
Pendant ce temps, dans le Yunnan, 40 000 hommes de la Force Y traversent début avril 1944 la rivière Salouen, formant un front de 300 km. En mai, une douzaine de divisions, soit 72 000 hommes, sous le commandement du général Wei Lihuang, attaquent la LVIe division de l'Armée impériale japonaise. Les forces shōwa postées dans le nord du pays sont maintenant prises entre deux fronts.
Le 17 mai, le contrôle des Chindits passe de Slim à Stilwell. Les Chindits se déplacent donc des arrières immédiats japonais vers des bases plus rapprochées du front que Stilwell occupe, et se voient confier de nouvelles tâches pour lesquelles ils ne sont pas équipés. Ils atteignent certains de leurs objectifs, mais au prix de pertes élevées. Fin juin, ils rejoignent les forces de Stilwell : leurs troupes sont cependant épuisées et sont retirées, vers l'Inde.
Également le 17 mai, une force composée de deux régiments chinois, de l'unité Galahad et de guérilleros kachin, prend le terrain d'aviation de Myitkyina. Les Japonais envoient cependant du renfort au village, qui est tombé après un siège ayant duré jusqu'au 3 août. La prise du terrain d'aviation de Myitkyina aide toutefois à sécuriser le lien aérien de Chungking, reliant l'Inde à la Chine au-dessus de « la bosse » (the Hump).
Fin mai, l'offensive lancée depuis le Yunnan, fortement handicapée par les pluies de la mousson et le manque de soutien aérien, réussit quand même à annihiler la garnison de Tengchung et à avancer jusqu'à Lungling. D'importants renforts japonais contre-attaquent alors et parviennent à stopper l'avance chinoise.

### Le front méridional (1943-1944)
En Arakan, le XVe corps indien sous le commandement du lieutenant général Philip Christison continue son avancée vers la péninsule du Mayu. Les chaînes de montagnes et des gorges profondes obligent les Alliés à diviser leurs actions sous la forme de trois attaques menées par des divisions indiennes ou d'Afrique de l'ouest. La Ve division d'infanterie indienne prend le petit port de Maungdaw le 9 janvier 1944. Elle se prépare à la capture de deux tunnels ferroviaires reliant Maungdaw et la vallée du Kalapanzin, mais les Japonais frappent les premiers. Une importante force japonaise enfonce les lignes alliées et attaque par l'arrière la VIIe division d'infanterie indienne, en contournant son quartier général.

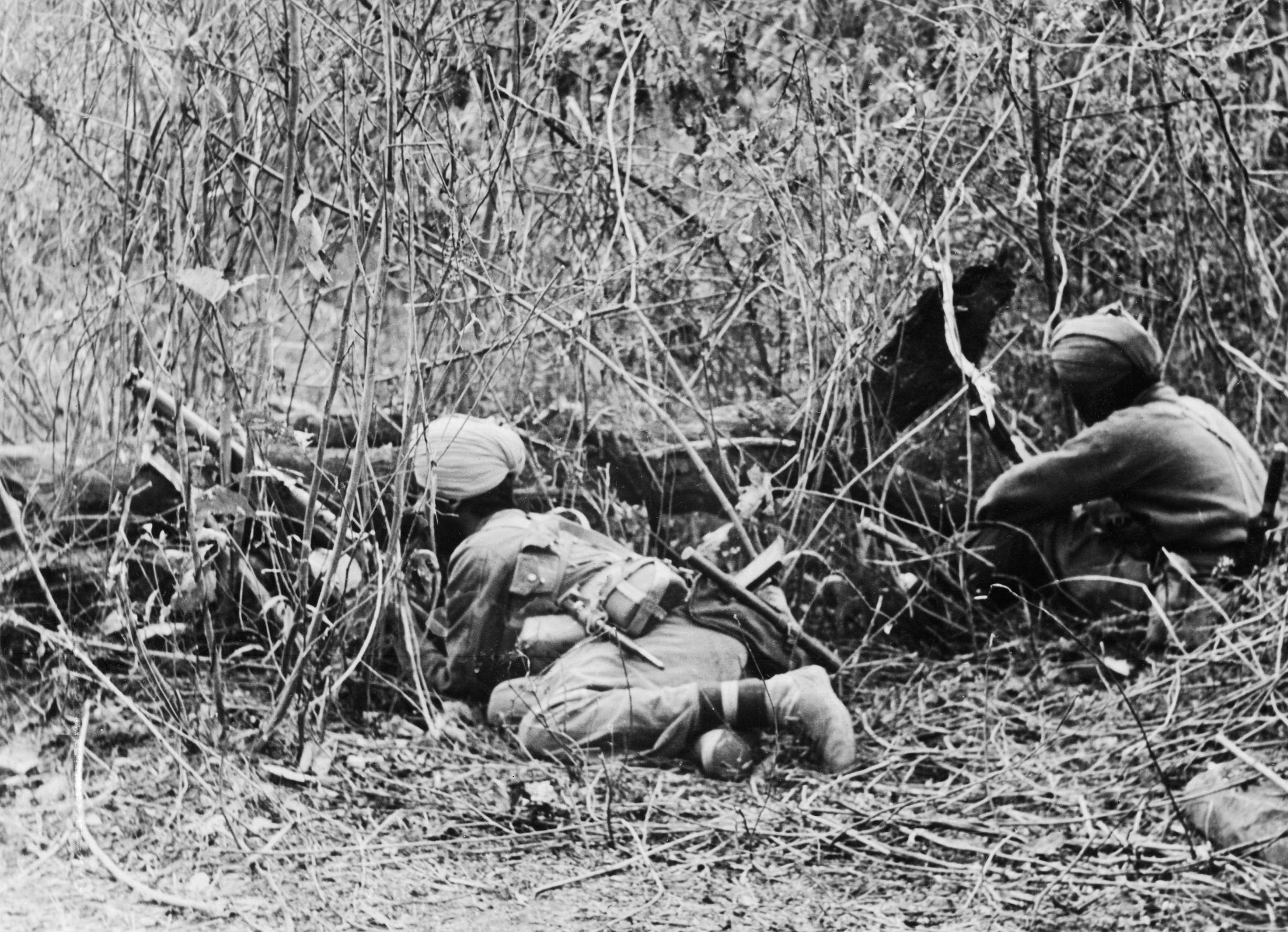
Des Sikhs de la VIIe division Indienne à un poste d'observation de la passe de Ngakyedauk, février 1944.

Cette fois, les forces alliés résistent à l'attaque japonaise et reçoivent du ravitaillement aéroporté. Lors de la bataille de Ngakyedauk, du 5 février au 23 février, les Japonais se concentrent surtout sur la région administrative du XVe corps d'armée, défendue surtout par des lignes de communication de troupes mais sont toutefois incapables de vaincre la défense de chars des Alliés, pendant que les troupes de la Ve division indienne, traversant la passe de Ngakyedauk, apportent leur aide aux défenseurs. Bien que les pertes soient, somme toute, égales de part et d'autre, l'affrontement se termine par une défaite cuisante pour les Japonais. Leurs infiltrations et leurs manœuvres ont échoué à semer la panique espérée chez les Alliés ou à s'emparer de matériel.
Durant les semaines qui suivent, les activités du XVe Corps ralentissent, les Alliés se concentrant plutôt sur le front au centre du pays. Après la prise de tunnels ferroviaires, les activités du XVe Corps s'arrêtent pour la durée de la mousson.

## L'invasion japonaise en Inde depuis la Birmanie (1944)

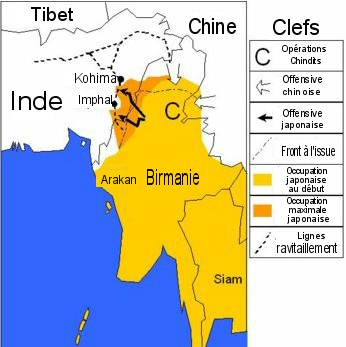
La campagne d'Imphal et de Kohima.

Le IVe Corps indien, sous le commandement du lieutenant général Geoffrey Scoones, a amené ses troupes jusqu'à la rivière Chindwin. Une division demeure en réserve à Imphal, les Alliés soupçonnant une offensive majeure de la part des Japonais. Slim et Scoones décident alors de se retirer afin d'allonger au maximum les lignes de renfort et de ravitaillement japonaises lors de leurs éventuelles attaques, commettant cependant une erreur sur la date et l'envergure de l'attaque japonaise, ainsi que sur les forces nécessaires pour y faire face.
La XVe armée japonaise est composée de trois divisions d'infanterie et d'un détachement de la grosseur d'une brigade (« La force Yamamoto »), ainsi que d'un régiment de l'armée nationale indienne. Son commandant, Mutaguchi, prévoit de couper la retraite et de détruire les divisions avancées du IVe corps, avant la prise d'Imphal, pendant que la XXXIe division japonaise isole Imphal en prenant Kohima. Mutaguchi vise à exploiter la prise d'Imphal en s'emparant de la ville stratégique de Dimapur, dans la vallée du Brahmapoutre. L'opération vise à couper les lignes de communication des forces du général Stilwell et les terrains d'aviation utilisés pour le ravitaillement de la Chine au-dessus de la 'bosse'.
Les troupes japonaises traversent la Chindwin le 8 mars. Scoones et Slim tardant à ordonner la retraite de leurs troupes, la XVIIe division indienne est encerclée à Tedim. Elle réussit toutefois à retourner vers Imphal, grâce à l'aide d'une division de réserve de Scoones aéroportée sur les lieux des affrontements. Au nord d'Imphal, la Le brigade de parachutistes indiens est défaite à Sangshak par un régiment de la XXXIe division japonaise, en route vers Kohima. Imphal devient donc vulnérable à une attaque par le nord de la XVe division de l'armée impériale japonaise. Toutefois Slim peut faire revenir, par la voie des airs, des troupes de la Ve division, qui avaient battu les Japonais lors d'une attaque de diversion en Arakan. Deux brigades reviennent à Imphal et un détachement à Kohima.

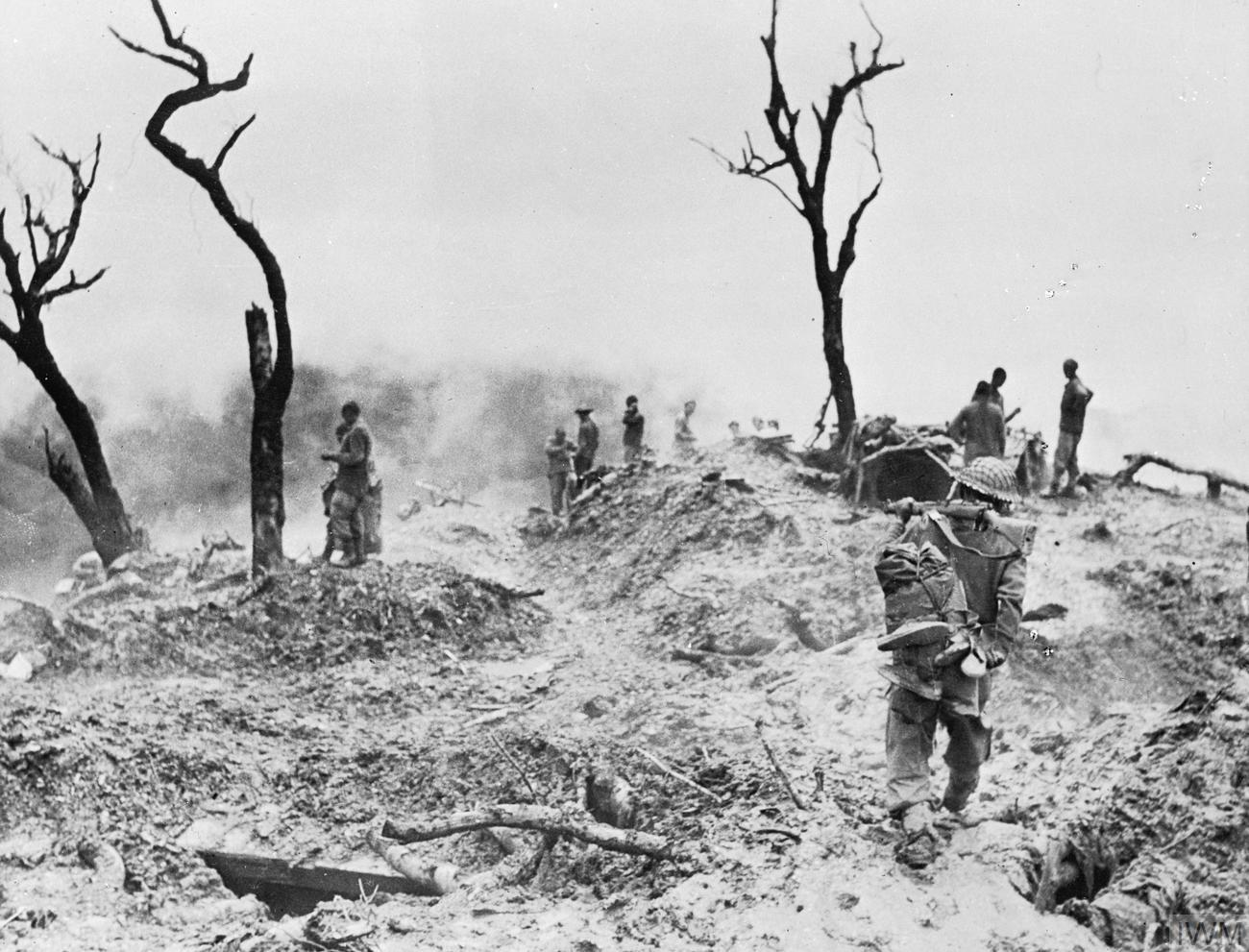
Scène du mont Scraggy, les Japonais sont capturés, lors de la bataille d'Imphal.

À la fin de la première semaine d'avril, le IVe corps indien se concentre dans les plaines d'Imphal. Les Japonais lancent plusieurs offensives durant le reste du mois, mais elles sont toutes repoussées. Début mai, Slim et Scoones commencent une contre-offensive contre la XVe division japonaise au nord d'Imphal. La progression est lente, principalement à cause des pluies de la mousson et au manque de ravitaillement du IVe corps d'armée.

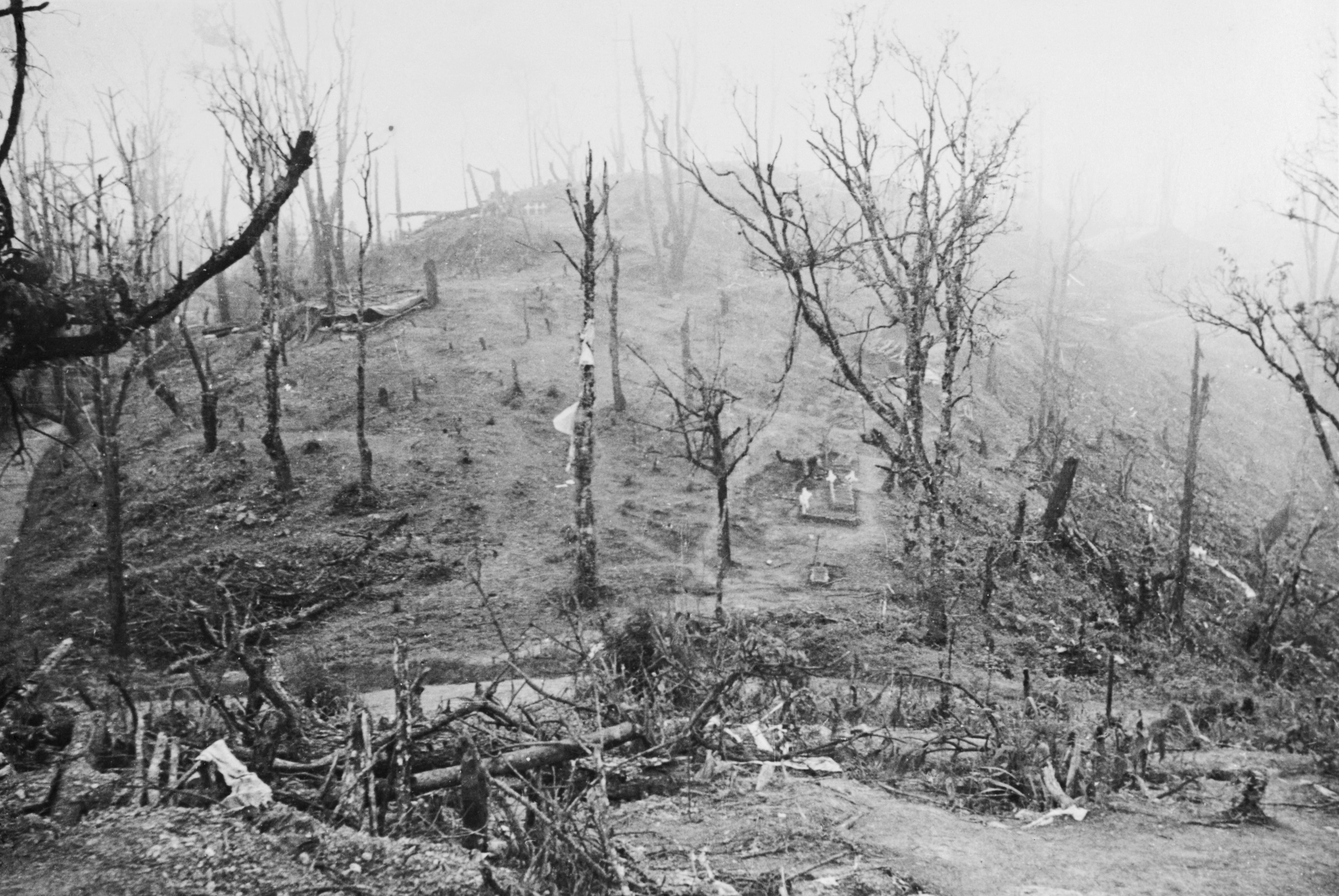
Vue du champ de bataille de Garrison Hill la clef de la défense britannique à Kohima.

Début avril, la XXXIe division japonaise, commandée par le lieutenant général Kotoku Sato, atteint Kohima. Au lieu d'isoler la petite garnison britannique, les troupes poursuivent jusqu'à Dimapur, où Sato prend la hill station. Le siège dure du 5 au 18 avril, quand les défenseurs, exténués, sont remplacés. Une nouvelle formation des quartiers généraux, le XXXIIIe corps indien, sous les ordres du lieutenant général Montagu Stopford, prend maintenant la tête des opérations sur ce front. La IIe division d'infanterie britannique lance une contre-offensive et, le 15 mai, déloge les Japonais de la crête de Kohima. Après une pause, pendant laquelle d'autres renforts alliés arrivent, le XXXIIIe corps reprend son offensive.
À ce stade les Japonais sont exténués. Leurs troupes (particulièrement la XVe et la XXIe divisions) sont affamées, les maladies les affectant également durant la période de la mousson. Le lieutenant général Sato avait d'ailleurs averti Mutaguchi que sa division se retirerait de Kohima à la fin mai s'il ne recevait pas de renforts. Bien qu'ayant reçu l'ordre de tenir Kohima, Sato se retire. Les troupes principales du IVe corps et du XXXIIIe effectuent leur jonction à la borne 109 sur la route Dimapur - Imphal le 22 juin. Le siège d'Imphal est dès lors levé.
Mutaguchi et Kawabe poursuivent leurs ordres d'attaques. La XXXIIIe division, ainsi que la Force Yamamoto, poursuivent leurs efforts, mais, à la fin juin, les pertes dues aux combats ou aux maladies les forcent à abandonner. Les opérations à Imphal se terminent au début juillet, et les Japonais se retirent péniblement vers la Chindwin.
Il s'agit là de la plus grande défaite japonaise à ce stade de la guerre. On y recense plus de 55 000 victimes, dont 13 500 morts. Une grande partie des pertes sont dues à la maladie, à la malnutrition et à l'épuisement. Les Alliés recensèrent 17 500 victimes. Mutaguchi licencie tous les commandants de ses divisions, avant d'être lui-même démis de ses fonctions.
Durant la mousson, d'août à novembre, la XIVe armée poursuit les Japonais jusqu'à la Chindwin, pénétrant le front birman. Pendant ce temps, la XIe division d'Afrique de l'Est poursuit son avance de Tamu vers la vallée de Kabaw et la Ve division avance sur la route montagneuse de Tedim. À la fin novembre Kalewa est repris et plusieurs têtes de pont sont établies sur la rive est de la Chindwin.

## Les Alliés reprennent la Birmanie (1944-1945)
Les Alliés poursuivent, à la fin 1944 et au début 1945, une série d'opérations en Birmanie, après un remaniement des effectifs en novembre 1944 : la XIe armée du groupe des quartiers généraux est remplacée par les Forces Alliés Terrestre du Sud-Est Asiatique. Le NCAC ainsi que le XVe corps sont placés sous les ordres de cette nouvelle entité. Bien que les Alliés tiennent toujours à parachever la route de Birmanie, il apparaît évident que celle-ci n'affecterait pas le cours des événements pour la suite de la guerre en Chine.
Les Japonais modifient également leurs effectifs en profondeur. Heitarō Kimura remplace Kawabe à la tête de l'Armée Régionale de Birmanie et parvient à confondre les Alliés en refusant de combattre et en ordonnant à ses troupes de se retirer derrière l'Irrawaddy, forçant ainsi les troupes ennemies à étendre au maximum leurs lignes de communications.

### Le front méridional (1944-45)

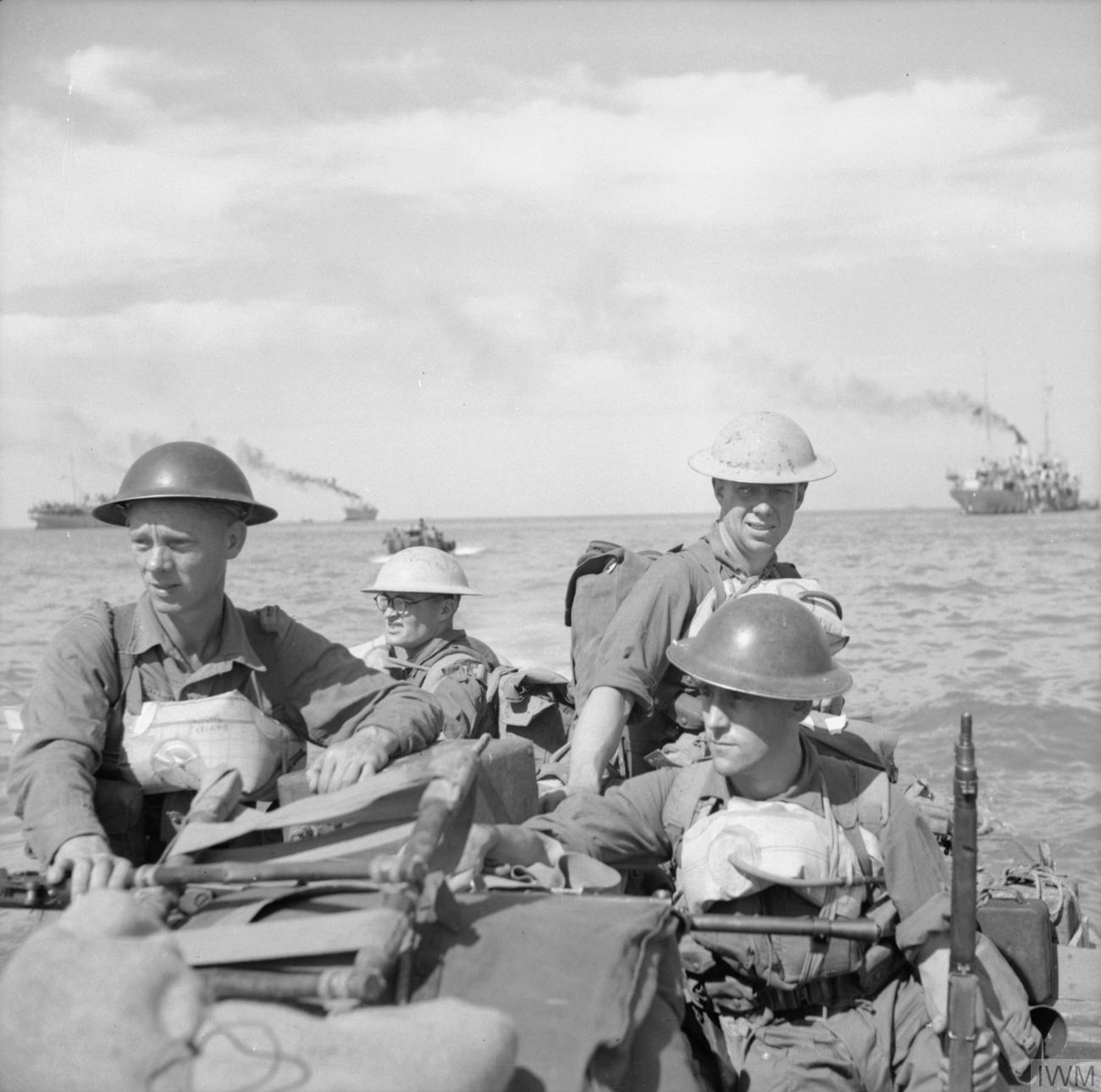
Troupes britanniques sur une barge de débarquement à l'île de Ramree le 21 janvier 1945.

En Arakan, le XVe corps poursuit son avance vers l'île d'Akyab, pour la troisième fois en trois ans. Cette fois, les Japonais sont très affaiblis et se retirent devant l'avance régulière des Alliés. Ils évacuent Akyab le 31 décembre 1944 ; l'île est occupée sans résistance par le XVe corps deux jours plus tard.
Des barges de débarquement sont maintenant disponibles sur le théâtre des opérations. Le XVe corps lance donc des attaques amphibies sur la péninsule de Myebon le 12 janvier 1945, et sur Kangaw 10 jours plus tard, afin de couper la retraite japonaise. De sévères combats ont lieu jusqu'à la fin du mois, occasionnant de lourdes pertes pour les Japonais.
Un objectif important du XVe corps est la prise de l'île de Ramree et de l'île de Cheduba afin d'y construire des terrains d'aviation qui supporteraient les troupes alliées au centre de la Birmanie. Des combats sévères se déroulent sur l'île de Ramree où la garnison japonaise est presque entièrement anéantie. Les opérations du XVe corps sont interrompues afin de fournir des avions à la XIVe armée.

### Le front du nord (1944-45)
Le NCAC (Northern Combat Area Command / Commandement de Combat de la Région Nord) poursuit son avancée jusqu'à la fin 1944, bien qu'étant affaibli par le départ des troupes chinoises et de leurs avions de transport, rappelées sur le front en Chine. Le 10 décembre 1944, la XXXVIe division d'infanterie britannique et le flanc droit du NCAC font leur jonction avec la XIVe armée près d'Indaw, au nord de la Birmanie. Cinq jours plus tard, sur le flanc gauche, des troupes chinoises prennent la ville de Bhamo.
Le 21 janvier 1945, le NCAC rencontre les troupes de Tchang Kaï-chek, permettant la réouverture définitive de la route de Birmanie bien que, à ce moment de la guerre, son importance soit devenue relative. Tchang Kaï-chek ordonne au général américain Daniel Isom Sultan, qui commandait le NCAC, d'arrêter son avance à Lashio, prise le 7 mars. Cette situation perturbe les plans britanniques car elle risque de les empêcher d'atteindre Rangoon avant le début de la mousson, prévue pour le début de mai. Le premier ministre britannique Winston Churchill fait appel directement à George Marshall, chef d'état-major américain, pour conserver les avions de transport qui accordés au NCAC sur le théâtre des opérations en Birmanie. Les opérations du NCAC s'arrêtent le 1er avril 1945, ses unités étant dispersées vers la Chine et l'Inde. Une force de guérilla américaine, le Détachement 101, reprend les responsabilités du NCAC.

### Le front du centre (1944-45)
La 14e armée, composée du IVe corps et du XXXIIIe corps, est désormais responsable de l'effort principal de reconquête de la Birmanie. Bien que la retraite japonaise sur l'Irrawaddy ait modifié les plans britanniques initiaux, la supériorité du matériel et de la logistique des Alliés permet la poursuite des opérations. Le IVe corps est déplacé du flanc droit vers le flanc gauche, et traverse l'Irrawaddy près de Pakokku, prenant le centre de communication japonais à Meiktila, pendant que le XXXIIIe corps continue son avance sur Mandalay.

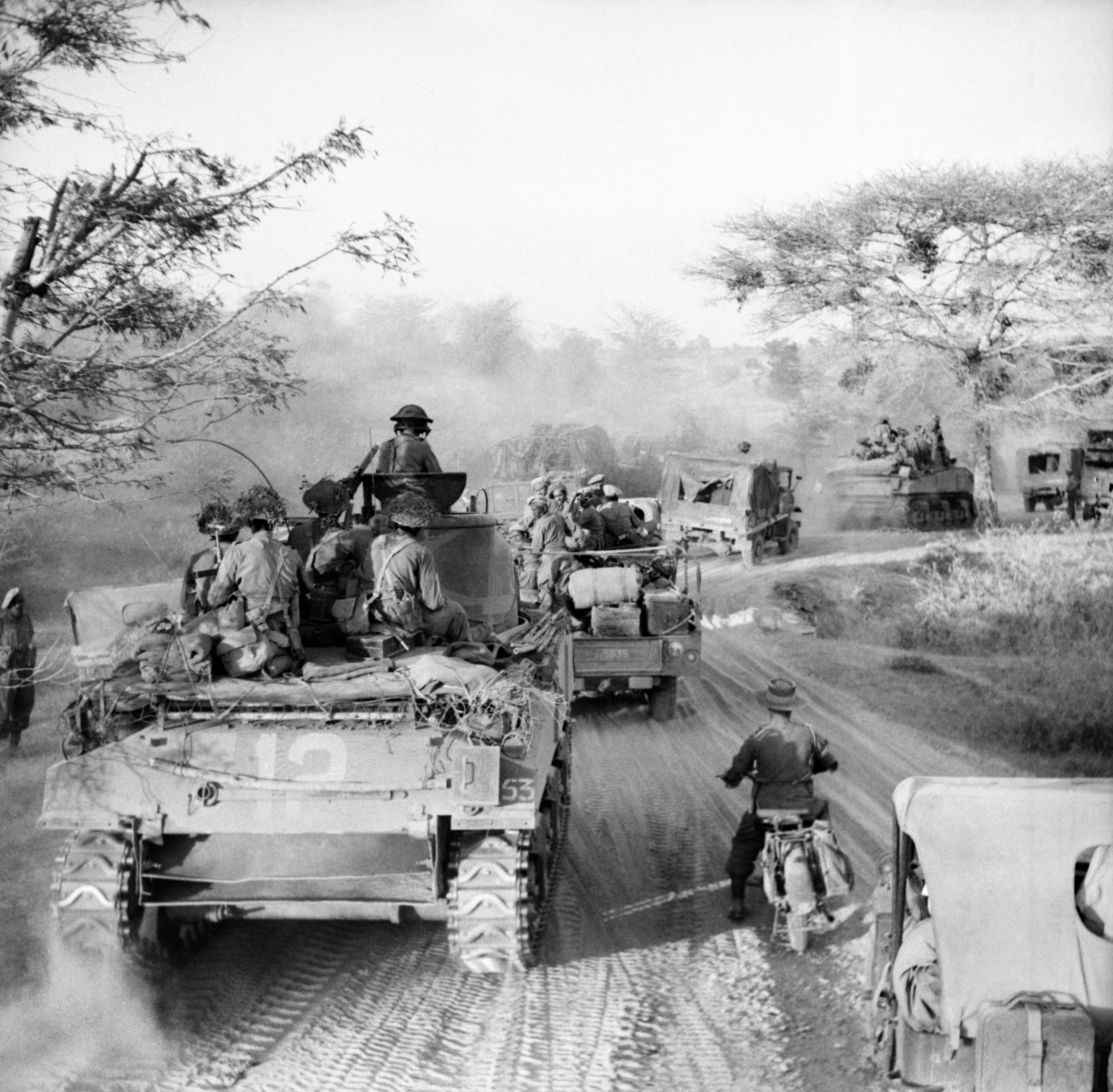
Des chars Sherman et des camions de la motorisée avançant vers Meiktila, mars 1945.

En janvier et février 1945, le XXXIIIe corps prend des passages le long de l'Irrawaddy près de Mandalay. Des combats intenses immobilisent les troupes japonaises. Plus tard, en février, le VIIe corps indien, menant le IVe corps, s'empare de passages vers Nyaungu, près de Pakokku. La XVIIe division, ainsi que la CCLVe, les suivent et attaquent Meiktila. Dans les plaines centrales de la Birmanie, ces divisions surprennent les défenses japonaises et s'emparent de la ville le 1er mars. La ville est prise en 4 jours malgré une farouche résistance japonaise.
Les Japonais essaient tout d'abord de soulager les troupes de leur garnison de Meiktila pour ensuite reprendre la ville et détruire ses défenseurs. Leurs attaques, mal préparées et sans coordination, sont repoussées. À la fin du mois de mars les Japonais comptent de nombreuses victimes et ont perdu l'essentiel de leur artillerie, leur principale défense contre les chars d'assaut. Ils se retirent finalement vers Pyawbwe.
Le XXXIIIe corps poursuit alors ses attaques sur Mandalay. Elle tombe aux mains de la XIXe division le 20 mars bien que les Japonais conservent la citadelle du palais royal (que les Britanniques appellent Fort Dufferin) pendant encore une semaine. La plupart des lieux culturels et historiques de Mandalay sont détruits.

### La marche forcée vers Rangoon

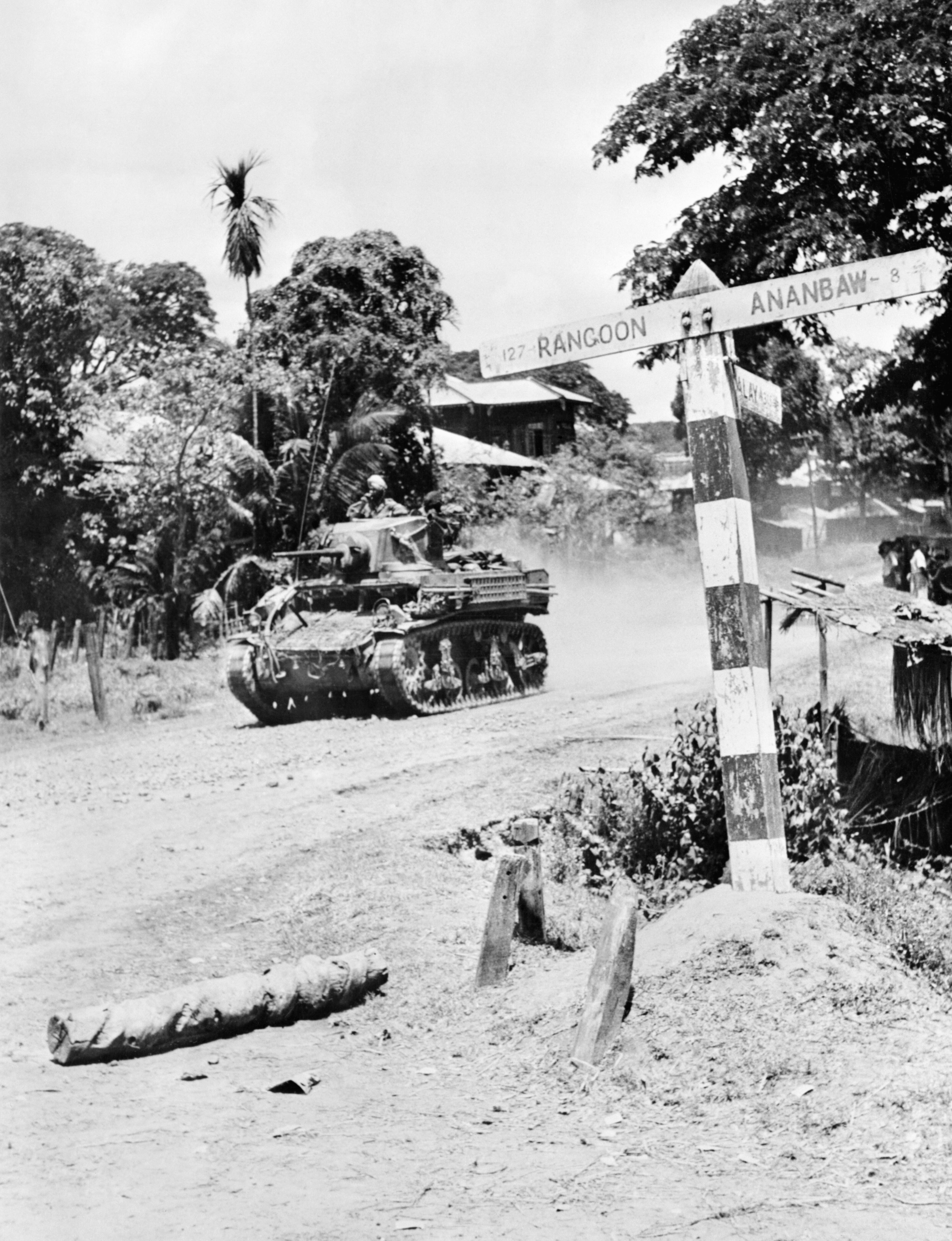
Un char léger Stuart d'un régiment de la cavalerie Indienne avance vers Rangoon.

Bien que les alliées accumulent les succès en Birmanie centrale, il est d'une importance vitale de capturer le port de Rangoon avant la mousson afin d'éviter une crise logistique. Au printemps 1945, une autre raison justifie la course vers Rangoon : il s'agit, après des années de préparation de l'organisation de liaison, Force 136, d'amener le soulèvement de la Birmanie ainsi que la défection de l'Armée nationale birmane au profit des Alliés. Aung San, considérant que les Japonais ne visent qu'à établir en Birmanie une autre forme de colonisation, a pris contact avec les Alliés depuis plusieurs mois.
Le XXXIIIe corps de la XIVe armée rencontre une forte résistance de la part de la XXVIIIe armée japonaise dans la région de l'Irrawaddy. L'attaque principale est menée par le IVe corps à la « Railway Valley » ; une autre offensive est menée près de la Sittang. Les Alliées commencent par attaquer les positions tampons tenues principalement par les restes de la XXXIIIe japonaise à Pyawbwe. Ils doivent affronter une forte défense mais une manœuvre de flanc leur permet finalement de frapper et de détruire les troupes japonaises. Le 27 mars, les troupes d'Aung San déclenchent un soulèvement général contre les Japonais qui, en plus des avancées alliées, doivent maintenant faire face à une révolte nationale. L'État de Birmanie, le gouvernement pro-japonais de Ba Maw disparaît dans les faits.
À partir de ce moment, les Alliés ne rencontrent que peu d'opposition dans leur marche vers Rangoon. Le soulèvement d'une guérilla Karen empêche les troupes de la XVe armée japonaise, fraîchement réorganisée, d'atteindre la route principale de Taungû avant que le IVe corps la capture. Les troupes de l'avant-garde alliée rejoignent l'arrière-garde japonaise au nord de Pégou, (64 km au nord de Rangoon), le 25 avril. Kimura forme alors une troupe de service, constituée de personnel de la marine, de troupes de services et même de civils de Rangoon, qu'il nomme la CVe brigade mixte indépendante. Celle-ci retarde la prise de la capitale par les Britanniques jusqu'au 30 avril, retard qui permet aux Japonais d'évacuer la région de Rangoon.

### L'opération Dracula
Le plan original de la conquête de la Birmanie envisageait une attaque amphibie contre la capitale par le XVe corps, bien avant que la XIVe armée y arrive, dans le but de faciliter les approvisionnements. Cette opération avait comme nom de code opération Dracula. Elle fut reportée à plusieurs occasions en raison du manque de barges de débarquement toujours retenues en Europe.
Slim, estimant que les Japonais défendraient Rangoon au-delà de la période de mousson, ce qui aurait placé la XIVe armée dans une situation de ravitaillement désastreuse, demande tardivement la remise en œuvre de l'opération Dracula.
Le 1er mai, un bataillon de parachutistes Gurkhas est lancé sur « Elephant Point », afin d'éliminer l'arrière-garde japonaise de l'embouchure de la rivière Rangoon. La XXVIe division d'infanterie indienne débarque par bateau le lendemain. À son arrivée, elle constate que Kimura a ordonné l'évacuation de Rangoun depuis le 22 avril et que la CVe brigade mixte indépendante, qui retenait les Britanniques à Pégou, était une opération de couverture pour cette évacuation. À la suite de l'évacuation japonaise, la ville subit un déferlement de pillages tel qu'elle l'avait déjà connu lors de l'évacuation des Britanniques en 1942. Le 3 mai, la saison de la mousson débute pleinement, accompagnée de pluies torrentielles. Les efforts alliés pour conquérir la capitale ont donc réussi quelques heures à peine avant le début de la mousson.
Les troupes avancés de la XVIIe et de la XXVIe divisions effectuent leur jonction à Hlegu, 45 km au nord de Rangoun, le 6 mai 1945.

## Au cinéma
- La Harpe de Birmanie, film réalisé par Kon Ichikawa en 1956 (d'après un roman de Michio Takeyama). Remake du film en 1985, par le même réalisateur.
- Aventures en Birmanie, film réalisé par Raoul Walsh en 1945.
- Le Pont de la rivière Kwaï, film réalisé par David Lean et sorti en 1957 (inspiré du roman de Pierre Boulle)
- Les maraudeurs attaquent, film réalisé par Samuel Fuller en 1962 (d'après le livre The Marauders (1959) de Charlton Ogburn Jr.).
- Écoutez les grondements de l'océan, film réalisé par Hideo Sekigawa et sorti en 1950 d'après un recueil de lettres d'étudiants japonais morts durant la guerre du Pacifique.